# レッドプラン
レッドプランは、ソフトバンクが提供する料金プランのうち、ボーダフォン時代から継続提供しているものの通称である。

## 概要
レッドプランの各プランは旧Vodafone時代に主に使われていた。
旧J-PHONEが英ボーダフォングループとなった後の2003年春、それまで地域によって異なっていたJ-PHONE料金プランを見直した全国統一の新プランが登場した。これが後に呼ばれるレッドプランの各プランである。これに伴いJ-PHONE時代の料金プランの加入は終了した。
レッドプランは2006年にソフトバンクモバイルとなった当初も選ぶことができたが、2007年2月28日をもって新規加入受け付けを、同年5月31日をもって既存契約者による料金プラン変更受け付けも終了した。

## プラン
- バリューパックプレミア
- バリューパックプラチナ
- バリューパックゴールド
- バリューパックシルバー
- バリューパック
- ライトコールパック
- ビジネスパック
- ビジネスエコノミーパック
- グローバルコールプラン(2005年3月に申し込み受付を終了した)

## 名前の由来
ボーダフォン時代の料金プランのことであり、もともとレッドプランという呼び名はなかった。しかしソフトバンクとなってからは、孫正義社長曰く「私たちスタッフは、ボーダフォン時代の料金プランをレッドプランと呼んでいる」ということから始まった。

(それ以前の呼び方としてVodafone時代はJ-PHONEプランに対して新プランと呼ばれ、ゴールド・オレンジ・ブループランが出てからは統一プランと呼ばれていたが、いずれも正式な名前ではない)

## ソフトバンク4つの定額制
- デュアルパケット定額
- メール定額
- 家族通話定額
- LOVE定額